# Al-Marsa

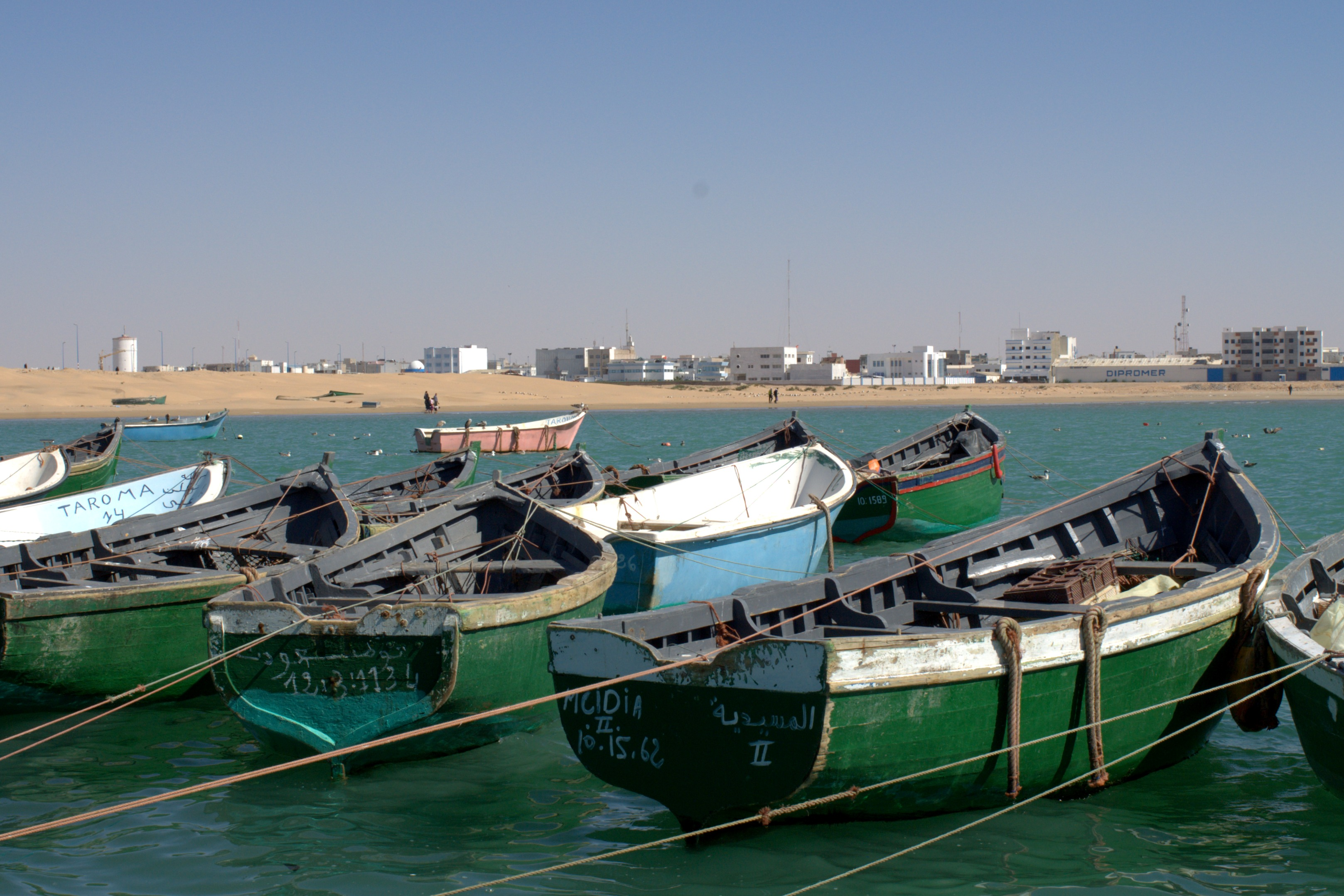
al-Marsa.

al-Marsa (arabiska: المرسى; spanska och franska: El Marsa) är en stad i Västsahara, ett område som sedan 27 februari 1976 ockuperas av Marocko. Enligt Marockos administrativa indelning är det en stadskommun i provinsen El-Aaiún. Folkmängden uppgick till 17 917 invånare vid den marockanska folkräkningen 2014.